# روبیک ابراهیمی
روبیک ابراهیمی  بازیکن فوتبال بازنشسته در پست مهاجم ارمنی‌تبار اهل ایران است که در لیگ استان تهران بازی کرد.

## باشگاهی
از باشگاه‌هایی که در توپ زده‌است می‌توان آرارات تهران را اشاره کرد.

## گل‌ها
| هفته | تاریخ    | مکان | حریف | گل وی | نتیجه | رویداد          |
| ---- | -------- | ---- | ---- | ----- | ----- | --------------- |
|      | فصل ۱۳۶۲ |      |      |       |       | لیگ استان تهران |